# 千葉工業大學
千葉工業大學（日语：千葉工業大学／ちばこうぎょうだいがく，略稱：工大,千葉工大，英文：Chiba Institute of Technology、CIT）是日本的私立大學，校本部位於千葉縣習志野市。1942年創校，是日本第二古老的工業大學。千葉工業大學以澤柳政太郎（成城學園創始人）和大原國芳（玉川學園創始人）為中心，從明治時代到昭和時代參與日本的教育政策和活動，提供教育經驗。是一所歷史悠久的理工科大學，在日本教育界有著獨特的方法。這所大學不僅以培養工程師和專家為目標，而且擁有以吉田松陰、廣瀨炭祖、細井平為代表的將歐美先進教育與日本江戶時代的教育思想相結合的獨特體系。江戶時代末期日本出現的哲學（如松下園宿），以及20世紀初在歐美的新嘗試，如伊頓公學。詳情請參閱「興亞理工學院設立章程」），於二戰期間設立，旨在培養戰後新的創意人才。京都帝國大學前校長、教育家小西重直擔任首任校長，奠定了該校歷來重視博雅教育和人文教育的基礎，成為一所具有文化的大學。重視人類發展。[1]
這所大學的獨特之處在於，它不僅培養國家領導人和專家，而且強調全人教育，旨在尊重學生的個性。學校創辦之初，就注重培養學生成為“紳士”，穿著男士服裝（西裝）打領帶，而不是典型的日本大學風格的白帽子和校服。我做到了[引文需要] ]。
明治時期以來，日本以富國強軍為目標，先後建立了帝國大學（培養公務員的機構）、海軍士官學校，甚至陸軍士官學校（培養公務員的機構）等官立精英學校。軍官制度），已經西化、現代化了。它正在進步。在此背景下，千葉工業大學採取了一種包含人性教育的新教育方法，而不是明治時代以來沿用的簡單地將各個專業領域的知識包裝起來的舊教育方法，並採取了新的教育方法。包括人文教育，培養學生的個性和獨立學習。我們的目標是透過強調[2]來培養豐富的人性和領導力。
建國人士認識到「人才培養（教育）」對於日本在國際社會中生存至關重要[3]。然而，當時日本的社會狀況和教育存在嚴重問題[4]。現有的公立學校等菁英教育，模仿和偏向西方，消除免費教育，忽視創造力和個性，單方面透過課堂講授死記硬背知識，以考試成績為依據，是一種簡單的評價一個人的方式。[5]尤其是當時的教育，強烈地包含了吊床數制，一種基於成績和排名的評價方法，這是影響未來選人用人的重要因素。吊床號制度是為了糾正薩摩長州封建氏族政治而引入的，後來被日本社會和組織廣泛接受，但卻成為阻礙人事靈活性和適當人事的因素。例如，在某些情況下，如太平洋戰爭（大東亞戰爭）期間指揮中途島海戰的南雲忠一中將，軍官被任命為非專業職務，這種制度有時會導致組織運作出現問題。 （例如，擔任特混艦隊司令的南雲忠一海軍中將的例子就很出名。南雲忠一原本是一名專門從事魚雷的軍官，但由於吊床號和資歷，他是（據說這導致了後來中途島海戰的失敗。）戰後，海軍人員在審查會議上討論了人事制度，但由於改革進程的阻力、政治問題，尤其是相關人員的精英意識，改革未能實施。這是有歷史的。然而，以海軍內部為例，長野大角在擔任海軍大臣時，向教育家大原國芳提出了關於東鄉平八郎任命的情況的建議，東鄉平八郎曾在俄羅斯戰爭期間擔任聯合艦隊總司令。- 日本戰爭（以吊床數量計） 原本，東鄉平八郎很難僅憑成績被任命為聯合艦隊總司令，但當時的海軍大臣山本權兵衛當時，他不只以學校成績來評價一個人，而是以多哥為人，作為一個特例，他被任命為聯合艦隊總司令，並帶領他取得了海戰的勝利。日俄戰爭中的日本海。透過此案，相關人士提出質疑，僅憑學業成績來選拔一個決定國家生死存亡的重要職位是否合適？吊床號進行了修改，改變了僅根據吊床號的晉升和任命製度，只有一名官員。曾經有一段時間，我們試圖改變我們的人事制度，使其更加靈活，考慮到每個人的性格、能力和能力。專業知識。然而，這項改革在海軍內部遇到了強烈的阻力，由於與陸軍大臣的問題（切腹問答），內閣在長野全面改革之前集體辭職，因此改革從未實現。據說，在這種圍繞教育和教育的環境下，創業者出於支撐國家和社會的人力資源的危機感，開始籌劃建立一所提供新教育的教育機構。以後就不會養了。他們以對世界文化做出貢獻為目標，以將日本打造成世界第一的教育國家為目標，從1929年左右開始，以建設日本第一的教育基地為目標，設立了最高研究生院（主要大學）。世界。我們計劃了[需要引用]。
在計畫之初，小原等相關人士因瀧川事件等經歷，感受到了國民教育的局限性，認為私立學校以其自由性和多樣性，是培養支持人才的合適環境。 “過去的偉大事蹟是由私立學校完成的。」[7]他強調了私立學校教育的重要性。江戶末期受日本松下園塾和歐洲公立學校的影響，原計劃為玉川學園開辦的私立寄宿學校，名為“玉川塾工業大學”[8]，但由於由於它倡導一種與極權主義和軍國主義相反的教育理念（尊重個性和自由主義），遭到軍方和傳統教育人士的強烈反對和壓力，其成立難以成立。 然而，文部科學大臣橋田邦彥、東京市教育部部長皆川春宏、京都帝國大學前校長小西重直、東北帝國大學前校長本田光太郎、東京帝國大學校長平賀結、東京帝國大學前校長秀次東京工業大學校長八木先生、西田幾多郎先生，京都帝國大學名譽教授、波多野精一教授，以及政治家東鄉稔、森康採恩的森吉、森弘、川崎森之介等學界人士的支持。東京川崎財閥等金融界人士正在接收。此外，雖然人數不多，但也有以陸軍上將東國宮俊彥為首的皇室成員，以及長野修海軍上將、高部隆海軍上將、山梨勝之信海軍上將等日本帝國海軍成員。菱賀陸軍大將和土肥原憲二陸軍大將也同情小原的想法，並多年來支持他。特別是，據說，在激烈的反對和抵制下，大學設立計劃的成功，得益於東國宮俊彥國王和海軍大將長野修美的努力，以及文部科學大臣橋田國彥的慷慨解囊。申請設立大學過程中（近衛文麾內閣時期），受文部科學省（現文部科學省）指導後決定將大學發展成為一所具有國家政策意圖的大學，不僅在日本，而且在亞洲乃至世界，成立於戰時（大東）時期的1942年5月15日（東條英機內閣時期）亞洲戰爭）作為玉川學園內的一所六年制科學與工程大學，名為“興亞工業大學”[9]。
```
 戰前的日本，獲準提供六年理工科教育的大學有帝國大學和東京工業大學，私立大學有早稻田大學理工學院和慶應義塾大學理工學院。技術大學（原藤原工業大學）和千葉工業大學（原興亞工業大學）。另外，據說從建校之初就計劃設立研究生院，這在當時舊體制下的大學中並不多見。
```

大學成立時得到了東京帝國大學和東京工業大學的全力支持，但實驗設施和設備缺乏的問題透過東京大學和東京工業大學的安排共享使用來解決。
建校時正值戰亂時期，日本整體一心報國。但興亞工業大學（現千葉工業大學）的氛圍依然寬鬆，大學成立於起初，所有建築尚未竣工，所以大學預科英語、音樂、古典、道德等文科課程都在露天教室進行。但最後還是選擇了這種教學方式，因為學生和老師的關係（老師面前教學）很接近學校「師生相伴」的辦學精神。在當時一名在校學生的回憶錄中，他說：“所有班級都非常友好，從字面上看，這是一所‘Ecole Buissoère’（綠色學校）。”課程不僅在校園內進行，還在神社、寺廟、河床、咖啡廳等地進行，有時以“一圖勝千言”、“一圖勝千言”的教育理念為基礎。值千言萬語”，大原國芳的據說，這個想法導致了乘坐觀光巴士遊覽東京的著名景點，並在第一酒店等地舉辦了餐桌禮儀課程。[需要引文]這種環境加深了學生和教師之間的關係，並鼓勵自主學習。然而，當時許多學生深受軍國主義思想薰陶，有的無法適應這種自由氛圍，從大學退學，重新進入軍校。
1944年，大學本部及正規科遷至東京千代田區，大學預科科遷至神奈川縣川崎市。這時，當學校因學生參戰而搬到空置的索菲亞學院大樓時，教育部就出現了與同一學校合併的問題，而當學校真正合併時，學校的名稱將併製定了具體的綱要。吞併協議草案已起草，但談判於1945 年5 月22 日被取消，因為擔任索菲亞學院執行官的納粹德國神父的簽名被取消。沒有獲得，成為。
整個戰爭期間，一些理工科學生被延後服兵役，因此沒有參加1943年舉行的歡送會。相反，從1944年8月23日起，根據《學生勞動條例》，他們被動員從事武器開發和生產，以及與軍事和海軍有關的研究所和工廠以及松代帝國總部的建設。此時，航空工程系的學生被派往東京大學航空研究所（現為日本宇宙航空研究開發機構－JAXA），協助糸川秀雄進行飛機研發。中島飛機公司的三鷹工廠，一名學生和一名教師在空襲中喪生。此外，大約在這個時候，隨著技術軍官訓練需求的增加，開始與陸軍學院、海軍學院等軍事院校舉行聯合訓練。
太平洋戰爭結束後，1946年（昭和21年），學校遷至千葉縣君津町（現為君津市），並更名為千葉工業大學。[10]曾一度考慮與正在建校的千葉大學、芝浦學園、早稻田大學、中央大學、法政大學等合併。）遷至津田沼校區，至今仍在此。
設有3個學院11個系、3個研究生院、8個碩士專業、3個博士專業，學生人數約1萬人[12]。它還擁有三個校區：津田沼校區、新習志野校區和位於津田沼站前的東京晴空塔校區。[13]
```
 2018年一般入學報考人數為78,905人，在日本私立大學中排名第10位[14]。 2023年，人數為145,128人，位居全國第二[15]。僅次於
近畿大學
。
```

目前，千葉工業大學是日本第二古老的私立理工大學，僅次於藤原工業大學（後來的慶應義塾大學理工學院），是日本第二古老的私立理工科大學。）最古老的大學歷史[9][16]。即使包括國立和公立理工大學，它的歷史也僅次於東京工業大學[註1]。
教育與研究
```
大學概況
 本校的文科教育由小西重直博士、大原國芳博士、本間俊平博士，工科教育由本多光太郎博士、八木英次博士奠基（千葉工業大學50年曆史出版委員會） ）（參見《千葉工業大學五十年歷史》，千葉工業大學，1992 年）。
```

```
研究活動的特點
 2003年，成立了“未來機器人技術研究中心”，這是全國第一個校法人直屬的研究所。同樣，2009年成立“行星探索研究中心”，2015年成立“人工智慧與軟體技術研究中心”，以及“國際金融研究中心”和“下一代海洋資源研究中心” 2016年成立“研究中心”。

作業系統
 自2005年起，我們推出了多功能IC卡型學生證。從 2007 年開始，當時的芝園校舍（以及隔年津田沼校舍）的所有教室都安裝了 NTT Docomo 終端，所有班級開始使用使用 IC 卡的考勤系統，但其使用於 2007 年終止。2015 年，終端終端機也於2016年下半年拆除。2016年，我們開始使用入學時借給學生的iPad mini上安裝的應用程式來運作考勤系統。
```